# Cristatogobius aurimaculatus
Cristatogobius aurimaculatus is een straalvinnige vissensoort uit de familie van grondels (Gobiidae). De wetenschappelijke naam van de soort is voor het eerst geldig gepubliceerd in 2000 door Akihito & Meguro.